# Внимание

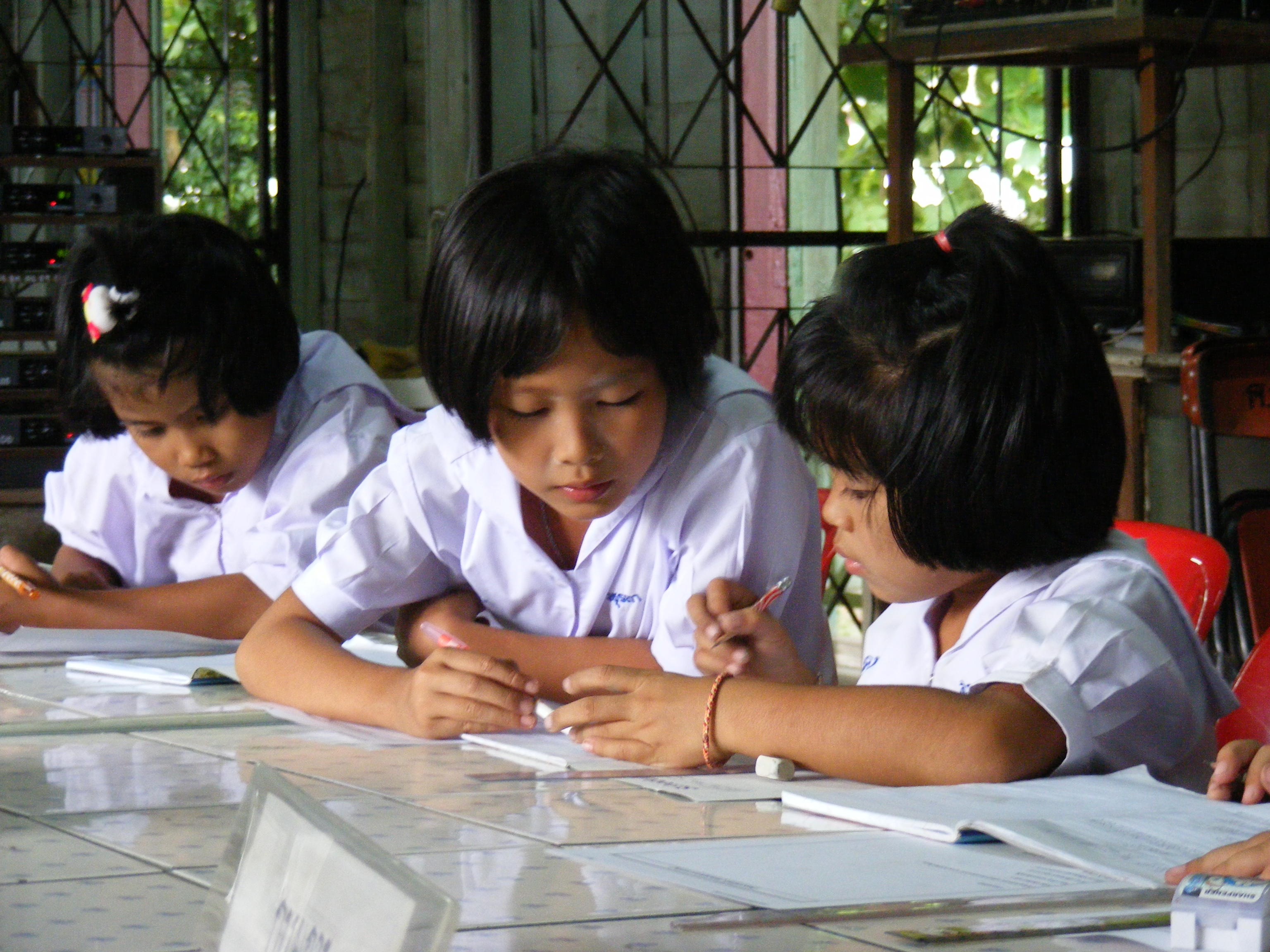
Внимательные ученики школы Бан Хун Тафао

Внима́ние — состояние сосредоточения сознания индивида на процессе отбора собственной психикой требуемой ему информации и на ходе осуществления выбора алгоритма ответных действий, предполагающее интенсификацию сенсорной и интеллектуальной активностей.
В других источниках указано, что внима́ние - психический процесс, выполняющий функции отбора части информации, поступающей на органы чувств или актуально представленной в психике, и сосредоточения на этой информации, и акт, посредством которого мы выделяем какое-либо восприятие или представление из всего содержания нашего сознания, в силу чего это восприятие или представление усиливается в ясности и отчётливости и получает временное преобладание над всем остальным. Изменение внимания выражается в изменении переживания степени ясности и отчётливости содержания, являющегося предметом деятельности человека.
Внимание находит себе выражение в отношении субъекта (например, человека) к объекту. За вниманием часто стоят интересы и потребности, установки и направленность субъекта, другие психологические характеристики личности. Это, прежде всего, вызывает изменение отношения к объекту, выражаемое вниманием — его сознаваемостью. На причины внимания к тому или иному объекту указывают его свойства и качества, взятые в их отношении к субъекту.
Внимание обусловливает успешную ориентировку субъекта в окружающем мире и обеспечивает более полное и отчётливое отражение его в психике. Объект внимания оказывается в центре сознания человека, всё остальное воспринимается слабо, неотчётливо, однако направленность нашего внимания может меняться.
Внимание не представляет самостоятельного психического процесса, так как не может проявляться вне других процессов. Мы внимательно или невнимательно слушаем, смотрим, думаем, делаем. Таким образом, внимание является лишь свойством различных психических процессов.

## Объекты внимания
В зону внимания попадают лишь объекты, имеющие в данный момент для человека устойчивую или ситуативную значимость, которая определяется соответствием свойств объекта актуальным потребностям человека, а также положением данного объекта в структуре деятельности человека. Направленность сознания на значимый объект необходимо в течение определённого времени удерживать на нём. Этот момент удержания описывает понятие сосредоточенность. Она понимается как большая или меньшая углублённость человека в деятельность и в этой связи отвлечение от всех посторонних объектов, не вовлечённых в неё. Таким образом, направленность и сосредоточенность сознания как составляющие внимания связаны друг с другом, но не тождественны.

## Функции внимания
Функциями внимания являются:
- обнаружение сигнала
- распределённое внимание
- замещение информации
- отождествление

## Виды внимания
В зависимости от наличия сознательного выбора направления и регуляции выделяют непроизвольное, произвольное и послепроизвольное (или вторично непроизвольное).

### Непроизвольное (пассивное) внимание
Вид внимания, при котором отсутствует сознательный выбор направления и регуляции.
Оно устанавливается и поддерживается независимо от сознательного намерения человека. В его основе лежат неосознаваемые установки человека. Как правило, кратковременно, быстро переходящее в произвольное. Возникновение непроизвольного внимания может быть вызвано особенностью воздействующего раздражителя, а также обусловливаться соответствием этих раздражителей прошлому опыту или психическому состоянию человека.
Иногда непроизвольное внимание может быть полезным, как в работе, так и в быту, оно даёт нам возможность своевременно выявить появление раздражителя и принять необходимые меры, и облегчает включение в привычную деятельность.
Но в то же время непроизвольное внимание может иметь отрицательное значение для успеха выполняемой деятельности, отвлекая нас от главного в решаемой задаче, снижая продуктивность работы в целом. Например, необычный шум, выкрики и вспышки света во время работы отвлекают наше внимание и мешают сосредоточиться.
Причины возникновения непроизвольного внимания:
- Неожиданность раздражителя.
- Относительная сила раздражителя.
- Новизна раздражителя.
- Движущиеся предметы. Т. Рибо выделил именно этот фактор, считая, что в результате целенаправленной активизации движений происходит концентрация и усиление внимания на предмете.
- Контрастность предметов или явлений.
- Внутреннее состояние человека.

### Произвольное внимание
Физиологическим механизмом произвольного внимания служит очаг оптимального возбуждения в коре мозга, поддерживаемый сигналами, идущими от второй сигнальной системы. Отсюда очевидна роль слова родителей или преподавателя для формирования у ребёнка произвольного внимания.
Возникновение произвольного внимания у человека исторически связано с процессом труда, так как без управления своим вниманием невозможно осуществлять сознательную и планомерную деятельность.
Психологической особенностью произвольного внимания является сопровождение его переживанием большего или меньшего волевого усилия, напряжения, причём длительное поддерживание произвольного внимания вызывает утомление, зачастую даже большее, чем физическое напряжение.
Полезно чередовать сильную концентрацию внимания с менее напряжённой работой, путём переключения на более лёгкие или интересные виды действия или же вызвать у человека сильный интерес к делу, требующему напряжённого внимания.
Человек прилагает значительное усилие воли, концентрирует своё внимание, понимает содержание, необходимое для себя, и уже дальше без волевого напряжения внимательно следит за изучаемым материалом. Его внимание становится теперь вторично непроизвольным, или после-произвольным. Оно будет значительно облегчать процесс усвоения знаний и предупреждать развитие утомления.
Произвольное внимание разделяют на: 1) собственно произвольное внимание (для достижения заранее поставленной цели); 2) волевое внимание (для того, чтобы отвлечься от отвлекающих факторов и сконцентрироваться на нужной деятельности); 3) ожидательное внимание (бдительность, осторожность).

### Послепроизвольное (вторично непроизвольное) внимание
Вид внимания, при котором в наличии сознательный выбор объекта внимания, но отсутствует напряжение, характерное для произвольного внимания. Связано с образованием новой установки, связанной в большей мере с актуальной деятельностью, нежели с предшествующим опытом человека.

## Формы внимания
Так как внимание выступает стороной познавательных процессов как деятельности, направленной на объект, то, в зависимости от содержания этой деятельности, выделяют:
- внешнее (сенсорно-перцептивное) внимание — обращено на объекты внешнего мира. Необходимое условие познания и преобразования внешнего мира[6];
- внутреннее (интеллектуальное) внимание — обращено на объекты субъективного мира человека. Необходимое условие самопознания и самовоспитания[7];
- моторное внимание — внимание направлено на движения и действия, совершаемые человеком.

Выделяется также совместное внимание или разделённое внимание, состоящее в фокусировке внимания двух лиц на одном и том же объекте.

## Свойства внимания
Свойства внимания — направленность, объём, распределённость, сосредоточенность, интенсивность, устойчивость и переключаемость — связаны со структурой деятельности человека. Приводятся и другие классификации свойств внимания: произвольность, концентрация и устойчивость, распределение и объём. На первоначальном этапе деятельности, при осуществлении общей ориентации, когда предметы этой обстановки ещё равнозначимы, основной особенностью внимания является широта, равномерно распределённая направленность сознания на несколько объектов. На этой стадии деятельности ещё нет устойчивости внимания. Но это качество приобретает существенное значение, когда из имеющихся объектов выявляются наиболее значимые для данной деятельности. Психические процессы концентрируются на этих объектах.
В зависимости от значения деятельности психические процессы становятся более интенсивными. Длительность действия вызывает необходимость устойчивости психических процессов.

### Концентрация
Концентрация — удержание внимания на каком-либо объекте. Такое удержание означает выделение «объекта» в качестве некоторой определённости, фигуры, из общего фона. Поскольку наличие внимания означает связь сознания с определённым объектом, его сосредоточенность на нём, с одной стороны, и ясностью и отчётливостью, данностью сознания этого объекта — с другой, постольку можно говорить о степени этой сосредоточенности, то есть о концентрации внимания, что, естественно, будет проявляться в степени ясности и отчётливости этого объекта. Поскольку уровень ясности и отчётливости определяется интенсивностью связи с объектом, или стороной деятельности, постольку концентрированность внимания будет выражать интенсивность этой связи. Таким образом, под концентрацией внимания понимают интенсивность сосредоточения сознания на объекте.

### Объём
Объём — это количество объектов, которые охватываются вниманием, одномоментно, одновременно. Объём внимания обычно колеблется у взрослых в пределах от 4 до 6 объектов, у школьников (в зависимости от возраста) от 2 до 5 объектов.
Человек с большим объёмом внимания может заметить больше предметов, явлений, событий. Объём внимания во многом зависит от знания объектов и их связей друг с другом. Для определения объёма внимания пользуются специальным прибором, который называется тахистоскоп (от греч. «тахистос» — быстрейший и «скопео» — смотрю). Этот прибор даёт возможность показать человеку несколько объектов — букв, геометрических фигур, знаков — на 0,1 с. Сколько объектов запомнил человек — таков его объём внимания.
Объём внимания может быть расширен путём тщательного изучения объектов в той ситуации, в которой их приходится воспринимать. Когда деятельность протекает в знакомой обстановке, объём внимания повышается, и мы замечаем больше элементов, чем тогда, когда нам приходится действовать в неясной или малопонятной ситуации. Объём внимания опытного, знающего данное дело человека будет больше, чем объём внимания неопытного, не знающего это дело человека.
Во время экспериментов по вопросу объёма внимания было выявлено существование флуктуирующего («расплывающегося») и фиксирующего типов внимания. Объём фиксирующего внимания меньше, зато информация воспринимается более отчётливо и с большей объективной правильностью. С. В. Краков описывает опыт, показывающий разницу между этими типами внимания. Так, например, если в окошке тахистоскопа, на очень короткое время было показано слово «конторка», лицо с фиксирующим типом внимания читает после первого показывания «конт», после второго «контор» и после третьего «конторка». Лицо же, имеющее внимание типа флуктуирующего, после первого показывания может прочесть «корзинка», после второго «касторка» и лишь в конце концов правильно «конторка».

### Устойчивость
В противоположность ей лабильность — характеризуется длительностью, в течение которой сохраняется на одном уровне концентрация внимания. Наиболее существенным условием устойчивости внимания является возможность раскрывать в том предмете, на который оно направлено, новые стороны и связи. Внимание устойчиво там, где мы можем развернуть данное в восприятии или мышлении содержание, раскрывая в нём новые аспекты в их взаимосвязях и взаимопереходах, где открываются возможности для дальнейшего развития, движения, перехода к другим сторонам, углубления в них.

### Переключаемость
Сознательное и осмысленное, преднамеренное и целенаправленное, обусловленное постановкой новой цели, изменение направления сознания с одного предмета на другой. Только на этих условиях говорят о переключаемости. Когда же эти условия не выполняются, говорят об отвлекаемости. Различают полное и неполное (завершённое и незавершённое) переключение внимания. При последнем после переключения на новую деятельность периодически происходит возврат к предыдущей, что ведёт к ошибкам и снижению темпа работы. Переключаемость внимания затруднена при его высокой концентрации, и это часто приводит к так называемым ошибкам рассеянности. Рассеянность понимается в двух планах: как неумение сколько-нибудь длительно сосредотачивать внимание (как следствие постоянной отвлекаемости) из-за избытков неглубоких интересов и как односторонне сосредоточенное сознание, когда человек не замечает то, что с его точки зрения представляется незначительным.
Переключение внимания можно пронаблюдать при помощи часов: если сосредоточить внимание на их тиканье, то оно будет то появляться, то исчезать.
- Причины переключения внимания:
  - Переход обусловлен требованиями деятельности.
  - Необходимость включения в новую деятельность.
  - В целях отдыха.

Переключение то на вазу, то на лица

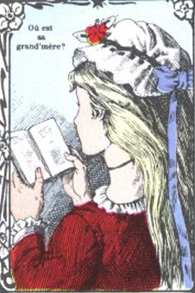
Переключение то на девушку, то на бабушку

Переключение то на девушку, то на череп

См. также Концентрация внимания на образе, переключаемость образов, Двойственные изображения, Hidden faces

### Распределение
Способность удерживать в центре внимания несколько разнородных объектов или субъектов,
Теории, исходящие из разделения ресурсов внимания между объектами (Канеман), допускают специфичность некоторых ресурсов внимания модальности стимула (вербальный, зрительный, слуховой и т. п.) Осуществлять одновременное удерживание во внимании двух разных объектов возможно, если объекты относятся к разным модальностям (смотреть на картину и слушать музыку).
Спелке (Spelke), Хирст (Hirst) и Найссер в ходе экспериментов по распределённому вниманию показали, что контролируемые вниманием задачи, даже если они требуют более сложных когнитивных способностей (сознание), могут быть автоматизированы и таким образом более эффективно обрабатываться вниманием одновременно.

## Рассеянность
Рассеянностью называется неспособность человека сосредоточиться на чём-либо определённом в течение длительного времени. Некоторые психологи выделяют также мнимую рассеянность — невнимание человека к окружающей среде, вызванную крайней сосредоточенностью его внимания на каком-то предмете.

## Психологические модели внимания
Не вся поступающая нам информация может быть переработана. В теории, выбор, чему уделять внимание, может быть произвольным или непроизвольным. К примеру, водители автомобилей могут фокусировать внимание на светофорах больше, чем на остальных элементах окружающей среды. В таких случаях важно различать наиболее важные раздражители. Основополагающий вопрос психологии — когда именно делается этот выбор. Возникли споры, на ранней стадии происходит этот выбор или на поздней. Участники замечали физические изменения, такие как высота тона или изменение говорящего на представителя другого пола; также такие раздражители, как их собственное имя в источнике, которому не уделялось внимание. Это породило вопрос, обрабатывалось ли значение, семантика сообщения из источника, которому не уделяется внимание, до того, как выбор был сделан. В модели ранней селекции лишь малая часть информации обрабатывается до выбора. В модели поздней селекции больше информации, как и семантики, обрабатывается до того, как выбор сделан.

### Модель ранней селекции Бродбента
Дональд Бродбент — один из первых исследователей механизмов раннего выборочного внимания. Он выдвинул теорию, известную как модель ранней фильтрации. Эта модель была разработана на основе результатов экспериментов с использованием задачи дихотического прослушивания. Его исследования показали, что участникам гораздо проще было вспоминать информацию, на которую они обращали внимание, чем той, внимание которой не уделялось. Бродбент сделал заключение, что в человеческом мозге присутствует «фильтр», обеспечивающий выборочное блокирование информации, не вызвавшей внимание. При этом система фильтрации работает следующим образом: после достижения мозга сенсорной информации от органов чувств (в данном случае, органов слуха), она заносится и сохраняется в сенсорных регистрах (сенсорной памяти) (для звука в эхоической памяти) — буферной памяти, удерживающей поступившую сенсорную информацию в течение периода времени, достаточного для обращения внимания на неё. На дальнейшую обработку, механизм фильтрации передает только ту часть информации из сенсорной памяти, которой уделилось внимание.
Выбранная вниманием информация из сенсорной памяти перемещается в рабочую память, представляющую собой часть кратковременной памяти, включающую совокупность механизмов манипулирования информацией в ней сознанием и интеллектом и взаимодействия с долгосрочной памятью. Согласно этой модели, звуковая информация выборочно обращает на себя внимание своими атрибутами, отражающими свойства исходного физического сенсорного сигнала, такие как местонахождение источника звука, громкость и другие. Однако, его модель не объясняла, почему семантически значимые слова, к примеру, собственное имя, из информации, находящейся вне фокуса внимания может мгновенно вызвать его.
Вскоре после экспериментов Бродбента, выпускники Гарварда Грей и Веддербёрн повторили его эксперименты с задачей дихотического прослушивания с использованием однозначных слов, которые формировали фразы с определённым смысловым значением; эти слова подавались в разные уши. К примеру, слова «Дорогая, одна, Джейн» иногда поступали в таком порядке в правое ухо, а слова «три, тётя, шесть» одновременно с этим поступали в противоположное, левое ухо. В ходе эксперимента участники чаще запоминали слова «Дорогая тётя Джейн», чем числа. Они также чаще запоминали порядок этих слов, чем порядок представленных им чисел. Это открытие противоречит теории Бродбента о полной фильтрации, так как у разработанного им механизма не было бы времени на задействование и переключение между источниками. Это предполагает, что смысловое значение слов мозг обрабатывает в первую очередь.

### Модель аттенюатора Э. Трисман
Ещё одну теорию селективного внимания, названную моделью аттенюатора, разработала Энн Трисман. В этой модели, механизм фильтрации не полностью блокирует информацию, как предполагал Бродбент. Вместо этого, информация ослабевает (затухает), проходя через все фазы на неосознанном уровне. Трисман также разработала барьерный механизм, согласно которому некоторые слова, имеющие семантическую важность, обращали на себя внимание человека, поступая из источника, которому внимание не уделялось.
Как утверждала Трисман, собственное имя человека несет для него барьерную значимость (то есть имеет высокую степень важности), и, таким образом, проще распознаётся. Тот же принцип применим к таким словам, как «огонь», обращающих наше внимание на ситуации, которые требующих незамедлительной реакции. Как заявляла Трисман, единственное объяснение этому — постоянная обработка информации в источнике, которому не уделяется внимание.

### Модель поздней селекции Дойчей и Нормана
Диана Дойч, известная своей работой о восприятии музыки и слуховых иллюзиях, также внесла важный вклад в разработку моделей внимания. Чтобы более детально объяснить, как слова могут обращать на себя внимание, будучи семантически значимыми, Д. Дойч и Э. Дойч совместно с Норманом разработали модель поздней селекции. Основная идея этой модели состоит в том, что все поступающие на органы чувств (сенсорные регистры) сигналы предварительно анализируются, а затем только отбирается информация для её дальнейшей обработки. Основное отличие модели поздней селекции Дойчей и Нормана от модели Трисман состоит в том, что определение существенности того или иного набора стимулов происходит на более раннем этапе обработки информации.

### Ресурсная модель внимания Д. Канемана
Даниел Канеман предложил модель внимания, отличающуюся от предыдущих моделей тем, что она описывает внимание не с точки зрения организации выбора информации, а с точки зрения обеспечения производительности её обработки. Канеман интерпретировал внимание как ресурс, который распределяется между различными раздражителями. Ресурсная модель описывает не причины, а способ уделения внимания. Канеман утверждал, что внимание, как правило, вызывается возбуждением. Закон Йеркса-Додсона объясняет, что возбуждение оптимально на среднем уровне, если оно чрезмерно высокое или низкое продуктивность снижается. Обнаружен заметный спад возможности распознавать слуховые раздражители, когда фоновые шумы были слишком многочисленными и комплексными — это является доказательством негативного воздействия большой степени возбужденности внимания. Таким образом, возбуждение определяет производительность нашего внимания. На следующей фазе задействуется принцип распределения внимания по различным занятиям. Тем, которые признаны принципом распределения наиболее важными, выделяется наибольшее количество внимания. На распределение влияют факторы предрасположенности, устойчивой (глубинной, автоматически влияющей на уделение внимания — см. установка) и ситуационной (осознанного решения уделить чему-то внимание).
Дополнительно, производится оценка влияния частных потребностей определённых занятий на производительность внимания. Так, занятия, требующие особого напряжения внимания, делают его менее производительным, что влияет на принцип распределения; в этом случае, если занятие слишком нагружает производительность, принцип распределения, наиболее вероятно, прекратит выделять на него ресурсы и сфокусируется на менее затратных задачах. Объясняя феномен коктейльной вечеринки, модель Канемана указывает на то, что ситуационные предрасположенности могут позволить человеку в открытой форме сконцентрироваться на определённом звуковом раздражителе, тогда как устойчивые предрасположенности (и, возможно, слова с определённой семантической важностью) могут сами завоевать наше внимание.

### Другие модели
В современной психологии также выделяют следующие модели внимания:
- Модель простой последовательной обработки[15]
- Модель последовательного выбора (селекции) (Selective Serial Models)[16]
- Простая параллельная модель[17] Согласно Чарльзу Эриксену (Charles Eriksen) предметы отражаются в отдельных областях центральной ямки жёлтого пятна сетчатой оболочки глаза одновременно и независимо друг от друга на различных этапах внимания включая процесс распознавания.
- Параллельная модель с ограниченной пропускной способностью (Limited-Capacity Parallel Model) была предложена Таунсендом (T. Townsend)[18]. Время затрачиваемое на обработку предмета находится в обратной зависимости от пропускной способности каналов обработки выделенных для этого предмета.
- Соревновательная модель выбора (Race Models of Selection)
- Коннектионистская модель[19] основывается на коннектионистской теории.

## Нейропсихология внимания
Важным вопросом нейропсихологии является определение предмета нейробиологических механизмов внимания. Связана ли активность системы внимания с повышением степени обработки предмета внимания или с подавлением активности обработки отвлекающих стимулов. Или эти процессы одновременные.
Майкл Познер (Michael Posner), внесший значительный вклад в исследование нейропсихологической основы внимания, пришёл к выводу, что система внимания в головном мозге не является свойством какой то отдельной зоны головного мозга или мозга в целом.
Познер выделяет переднеассоциативную систему внимания в лобной доле коры головного мозга, и заднеассоциативную систему внимания охватывающую теменную долю коры головного мозга, таламус и те зоны среднего мозга которые связаны с движением глаз. Переднеассоциативная система внимания действует в задачах требующих осознания, заднеассоциативная система внимания — в зрительно-пространственных задачах внимания.
Эксперименты с рассечёнными полушариями головного мозга показывают, что процессы внимания тесно связаны с работой мозолистого тела; при этом левое полушарие обеспечивает селективное внимание, а правое — поддержку общего уровня насторожённости.
При удержании внимания гиппокамп генерирует тета-ритм.
При концентрации внимания активируются нейроны базальных ядер, которые вырабатывают при этом нейромедиатор ацетилхолин.

### Дефицит внимания
Нейробиологические причины дефицита внимания чаще всего связаны с поражением лобных долей коры головного мозга и базальных ядер, дефицит зрительного внимания связан с поражением заднеассоциативной системы теменной области коры головного мозга, таламуса и отделов среднего мозга отвечающих за движение глаз.